# What If (bài hát của Colbie Caillat)
"What If" là bài hát của nữ ca sĩ kiêm sáng tác người Mỹ Colbie Caillat. Đây là bài hát do John Shanks sản xuất và do chính Caillat cùng Rick Nowels và Jason Reeves sáng tác. Bài hát được phát hành dưới dạng đĩa đơn quảng bá trích từ phần ca khúc trong phim phim của Letters to Juliet và sau đó được phát hành trong album phòng thu thứ ba của cô mang tên All of You.

## Bối cảnh phát hành và tiếp nhận
"What If" được xuất hiện trong phần ca khúc trong phim của Letters to Juliet vào ngày 14 tháng 5 năm 2011 dưới dạng "một bài hát hoàn toàn mới", cùng với một bài hát khác được phát hành trong album Breakthrough của Colbie mang tên "You Got Me". Vào ngày 12 tháng 7 năm 2011, bài hát này được chọn phát hành trong album phòng thu thứ ba của cô mang tên All of You. Gary Graff bình luận trên Billboard rằng "rất khó để không trân trọng sự nhẹ nhàng trong bài hát này".

## Diễn biến xếp hạng
Dựa vào lượng tải kĩ thuật số mạnh trong khoảng thời gian album phát hành, bài hát này đạt vị trí thứ 47 trên Hot Digital Songs và vị trí thứ 77 trên Billboard Hot 100.

## Xếp hạng
| Bảng xếp hạng (2011) | Thứ hạng cao nhất |
| -------------------- | ----------------- |
| US Billboard Hot 100 | 77                |